# سهله
سهله، روستایی از توابع بخش مرکزی شهرستان زنجان در استان زنجان ایران است.

## جمعیت
این روستا در دهستان معجزات از توابع بخش مرکزی شهرستان زنجان قرار دارد و براساس سرشماری مرکز آمار ایران در سال ۱۳۸۵، جمعیت آن ۹۱۷ نفر (۲۱۳خانوار) بوده‌است و در سال ۱۳۹۵ جمعیت آن ۱۰۰۳ نفر (۲۸۹ خانوار) می باشد.
این روستا در فاصله ۱۵ کیلومتری زنجان در مسیر جاده بیجار قرار گرفته است.